# Elias Lönnrot
Elias Lönnrot (Sammatti, Nyland, 9 de Abril de 1802 – Sammatti, 19 de Março de 1884) foi um médico finlandês, filólogo e colecionador de poesia oral tradicional finlandesa. Ele é mais conhecido por criar o épico nacional finlandês, Kalevala, (1835, ampliado em 1849), a partir de baladas curtas e poemas líricos recolhidos da tradição oral finlandesa durante várias expedições na Finlândia, na Carélia Russa, na Península de Kola e nos países Bálticos.

## Início da carreira médica
Lönnrot morava no vilarejo de Paltaniemi, quando conseguiu um emprego como médico distrital de Kajaani, no leste da Finlândia, durante uma época de fome e pestilência no distrito. A fome levou o médico anterior a renunciar, possibilitando que um médico muito jovem conseguisse tal posição. Vários anos consecutivos de quebra de safra resultaram em perdas de população e gado. Além disso, a falta de um hospital complicou ainda mais o trabalho de Lönnrot. Ele era o único médico de cerca de 4 000 pessoas, a maioria das quais vivia em pequenas comunidades rurais espalhadas pelo distrito. Como os médicos e os novos medicamentos eram caros na época, a maioria das pessoas dependia dos curandeiros de suas aldeias e dos remédios disponíveis localmente. O próprio Lönnrot gostava de remédios tradicionais e também os administrava. No entanto, ele acreditava fortemente que medidas preventivas, como boa higiene, amamentação e vacinas, eram as curas mais eficazes para a maioria de seus pacientes.

## Trabalho de linguística

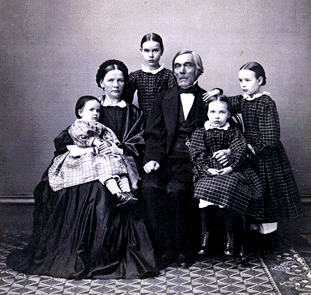
Elias Lönnrot com sua família no início da década de 1860

Ele começou a escrever sobre a língua finlandesa primitiva em 1827 e começou a coletar contos folclóricos da população rural da época. Em 1831, a Sociedade de Literatura Finlandesa foi fundada, e Lönnrot, sendo um dos membros fundadores, recebeu apoio financeiro da sociedade para seus esforços de coleta.
Lönnrot tirou licenças prolongadas do consultório de seu médico; ele viajou pelo interior da Finlândia, Sapmi (Lapônia) e porções próximas da Carélia russa. Isso levou a uma série de livros: Kantele, 1829–1831 (o kantele é um instrumento tradicional finlandês); Kalevala, 1835–1836 (o "velho" Kalevala); Kanteletar, 1840; Sananlaskuja, 1842 ( Provérbios ); uma segunda edição expandida do Kalevala, 1849 (o "novo" Kalevala). Lönnrot foi reconhecido por sua parte na preservação das tradições orais da Finlândia ao ser nomeado para a cadeira de literatura finlandesa na Universidade de Helsinque em 1853.
Ele também empreendeu a tarefa de compilar o primeiro dicionário finlandês-sueco ( Finsk-Svenskt lexikon, 1866–1880). O resultado compreendeu mais de 200 000 entradas, e muitas das traduções finlandesas foram cunhadas pelo próprio Lönnrot. Seu vasto conhecimento da poesia tradicional finlandesa fez dele uma autoridade definitiva na Finlândia e muitas de suas invenções permaneceram. A terminologia científica finlandesa foi particularmente influenciada pelo trabalho de Lönnrot e, portanto, muitos termos abstratos que têm uma etimologia latina ou grega na maioria das outras línguas europeias aparecem como neologismos nativos em finlandês. Exemplos de linguística e medicina incluem kielioppi (gramática), kirjallisuus (literatura), laskimo (veia) e valtimo (artéria). Isso pode ser bem contrastado com o chamado debate do tinteiro do inglês, no qual os proponentes de palavras baseadas no saxão foram amplamente derrotados.

## Trabalho em botânica
Os botânicos lembram-se dele por ter escrito a primeira Flora Fennica em língua finlandesa – Suomen Kasvisto em 1860; em sua época, era famoso em toda a Escandinávia, pois estava entre os primeiros textos científicos de linguagem comum. A segunda versão expandida foi co-autoria de Th. Saelan e publicado em 1866. A Flora Fennica foi o primeiro trabalho científico publicado em finlandês (em vez de latim). Além disso, Flora Fennica de Lönnrot inclui muitas notas sobre usos de plantas entre descrições de flores e folhas.
A abreviação padrão do autor Lönnrot é usada para indicar essa pessoa como o autor ao citar um nome botânico.

## Obras
- Kalevala (1836)
- Kantelatar (1840)
- Loitsurunoja (1829) e (1880)

Publicou coleções de provérbios, adivinhas e poesia popular finlandesa.

## Galeria
- Um homem salvou tudo para nós correndo, desenho de AW Linsen, 1847
- Retrato de Lönnrot por Bernhard Reinhold  [ fi ] , 1872
- Lönnrot e os poetas orais, Akseli Gallen-Kallela, 1895
- Lönnrot and the Oral Poets, esboço de Gallen-Kallela para murais incompletos no prédio principal da Universidade de Helsinque
- Seu cortejo fúnebre em Sammatti em 3 de abril de 1884
- Cenotáfio em seu túmulo, com um kantele nele
- Estátua de Lönnrot por Emil Wikström em Helsinque, 1902